# Ovejero magallánico
Ovejero magallánico är en hundras från Chile. Den är en vallhund som är namngiven efter Chiles sydligaste region Magallanes y de la Antártica Chilena. Rasen är inte erkänd av Fédération Cynologique Internationale (FCI) men är nationellt erkänd av den chilenska kennelklubben Kennel Club Chile (KCC).